# Пограбування банку

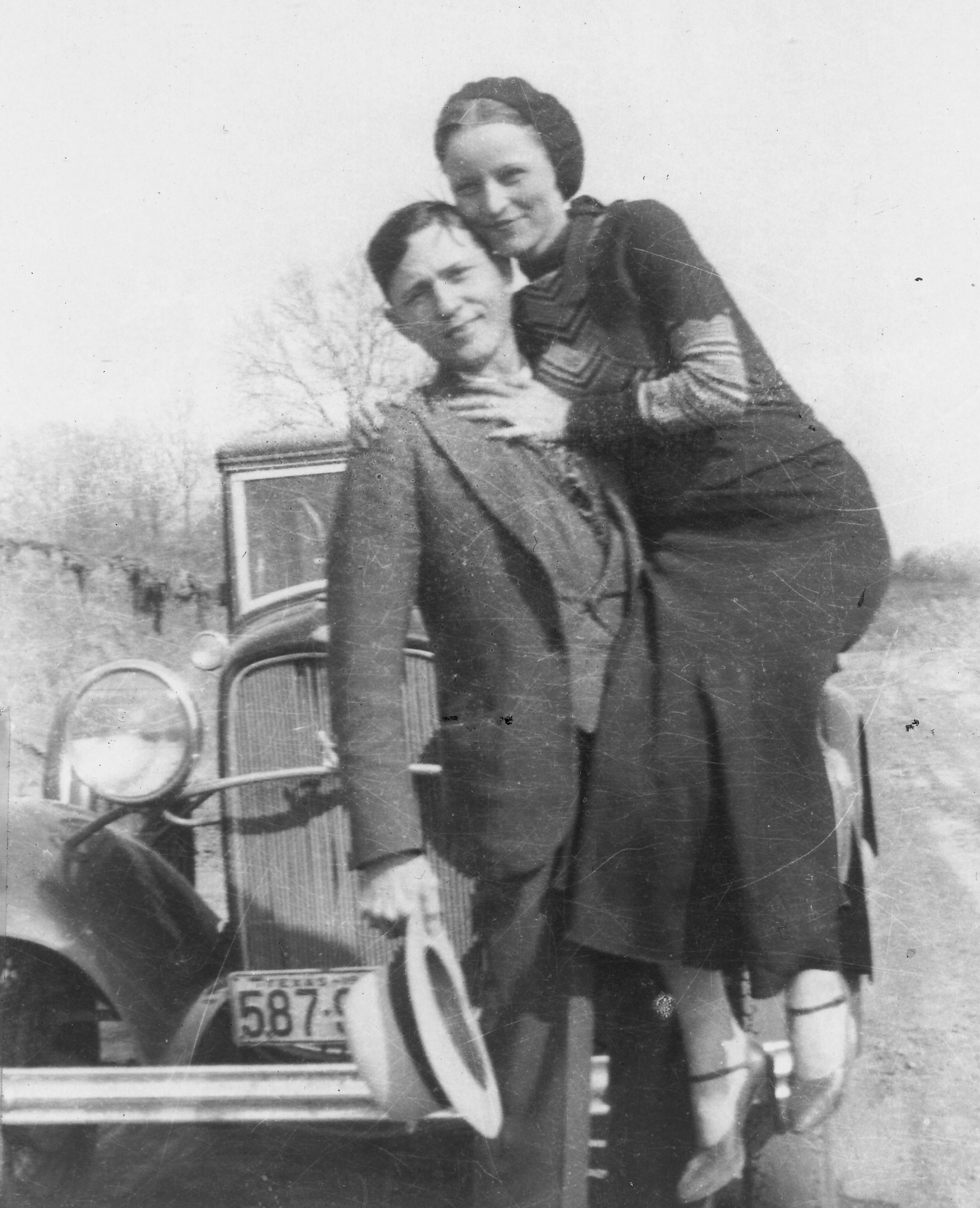
Бонні та Клайд — можливо, найвідоміша та найромантичніша пара грабіжників у світі.

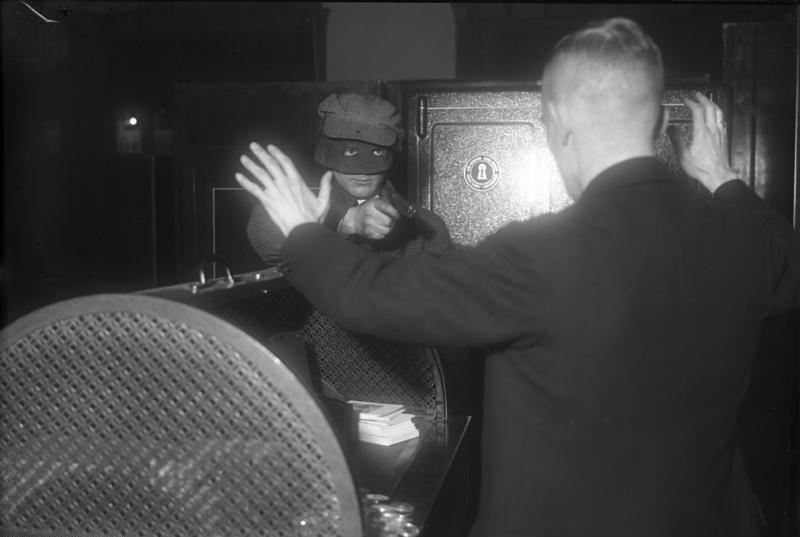
Світлина 1931 року, на якій людина в масці погрожує зброєю співробітнику банку.

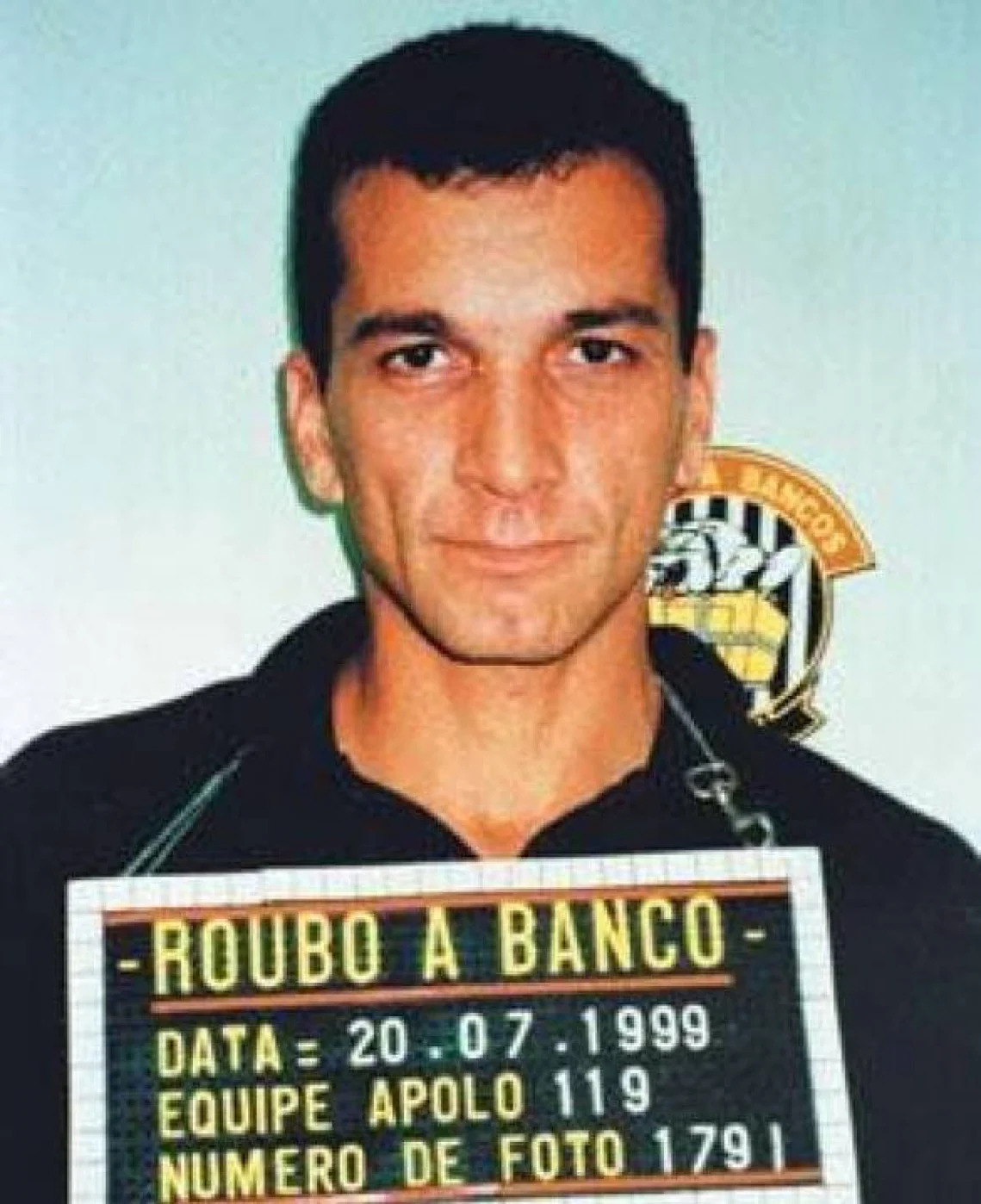

Пограбува́ння ба́нку — процес відкритого заволодіння грошима, цінними паперами та/або іншими коштовностями з банку, під час якого до співробітників банку і, нерідко, його клієнтів та випадкових перехожих застосовується насильство або лунають погрози з боку грабіжників. При цьому головною метою грабіжників є якомога швидке отримання коштів (найкраще — до прибуття правоохоронців). Тому при плануванні та здійснені пограбування банку одним із найважливіших факторів є тривалість активної фази злочину. У випадку зволікання та блокування злочинців вони часто захоплюють заручників.

## У мистецтві
Особливо широкої популярності тема пограбувань банків набула в кіно. Немалу роль у популяризації та романтизації таких тем відіграли легендарна пара грабіжників банків зі Сполучених Штатів — Бонні Паркер та Клайд Берроу.

### Кінофільми про пограбування банків
- Вороги суспільства — про гангстера Джона Діллінджера
- Пограбування на Бейкер-стріт